# Virginia Museum of Transportation
Das Virginia Museum of Transportation ist das offizielle Verkehrsmuseum des Commonwealth of Virginia. In dem ehemaligen Güterbahnhof von Roanoke werden hauptsächlich Schienenfahrzeuge, Straßenfahrzeuge und Luftfahrzeuge ausgestellt. Das Museum dient der Bewahrung der Geschichte des Verkehrswesens in Virginia. Es ist Partner der Virginia’s Rail Heritage Region, welche die Eisenbahngeschichte des Bundesstaates aufzeigen soll.

## Geschichte
Ursprünglich als Roanoke Transportation Museum bezeichnet, ging das Museum aus einer Partnerschaft zwischen der Norfolk & Western Railway (N&W) und der Stadt Roanoke hervor und stellte nur Schienenfahrzeuge aus, bevor es um die Sammlung von Straßenfahrzeuge erweitert wurde. Der erste Standort war im Wasena Park am Ufer des Roanoke Rivers.
Im Jahre 1976 wurde das Museum von einer privaten gemeinnützigen Gesellschaft übernommen, 1983 erhielt das Museum den Status des offiziellen Verkehrsmuseums des Commonwealth of Virginia und wurde in Virginia Museum of Transportation umbenannt.
1985 trat der Roanoke River über die Ufer und verursachte eine Überschwemmung im Museum. Der Schaden belief sich auf 1,4 Mio. US-Dollar. Die Norfolk Southern Railway (NS) bot dem Museum den alten, 1918 erbauten N&W-Güterbahnhof als neuen Standort an, wo das Museum seitdem untergebracht ist.

## Sammlung
Die Sammlung umfasst etwas 2500 Objekte, darunter 50 Schienenfahrzeuge. Besonders hervorzuheben ist die große Sammlung von Diesellokomotiven. Zu den eindrücklichsten Objekten der Sammlung gehören die beiden Großdampflokomotiven J 611 und A 1218 der N&W. Die J 611 ist eine 1950 erbaute stromlinienverkleidete Schnellzuglokomotive, die auch auf dem Logo des Museum dargestellt ist. Sie wurde 2013 in Zusammenarbeit mit dem North Carolina Transportation Museum betriebsfähig aufgearbeitet und wurde auch schon auf der Strasburg Rail Road eingesetzt. Die A 1218 ist eine 1943 erbaute 260 t schwere Mallet-Lokomotive für den schweren Güterverkehr, die als nicht-betriebsfähiges Exponat im Museum zu sehen ist. Weiter sind eine Treidellokomotive des Panamakanals und die EL-C 135 der Virginian Railway (VGN), eine der wenigen modernen elektrischen Güterzuglokomotiven der USA, in der Sammlung.

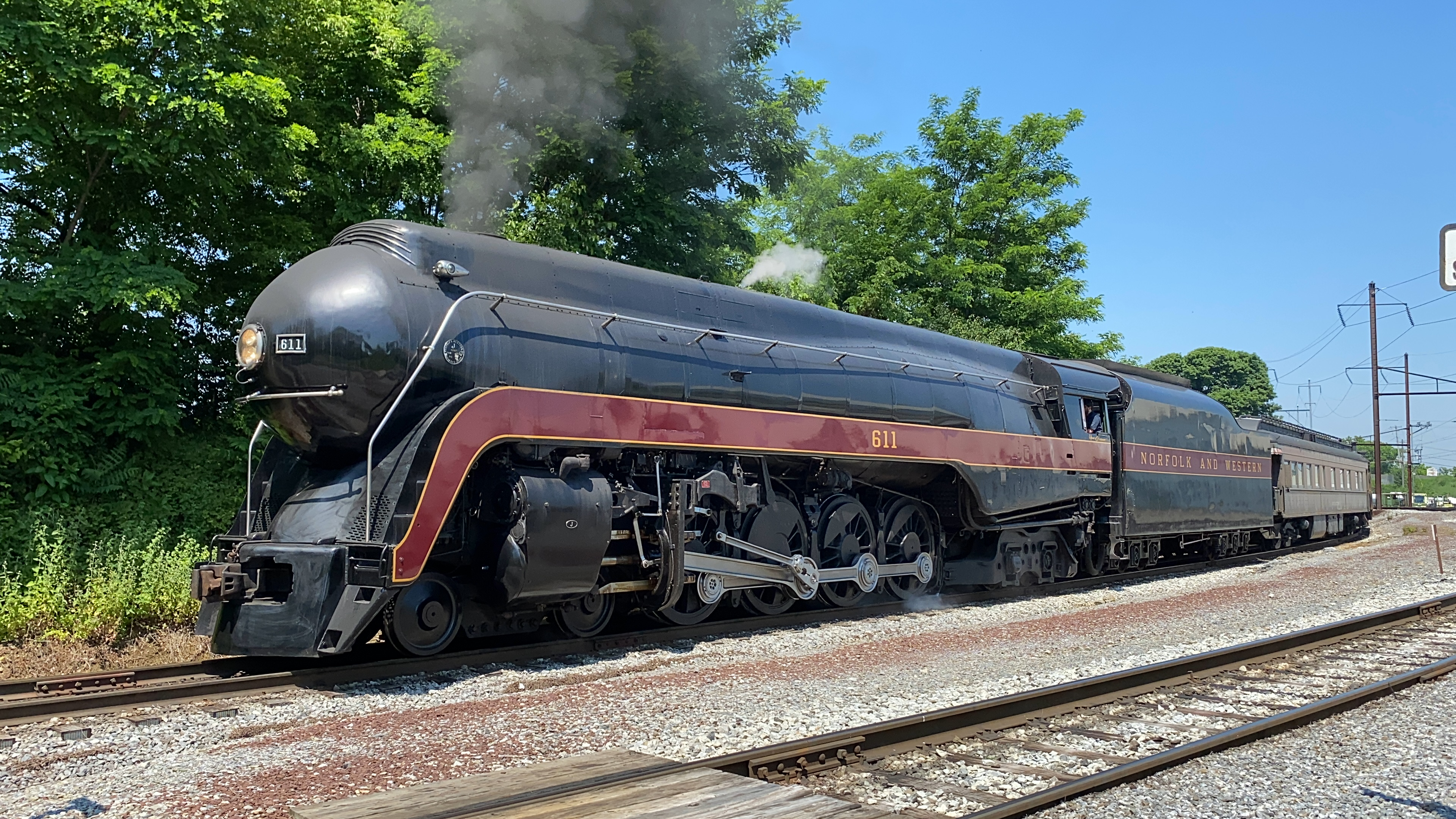
N&W J 611
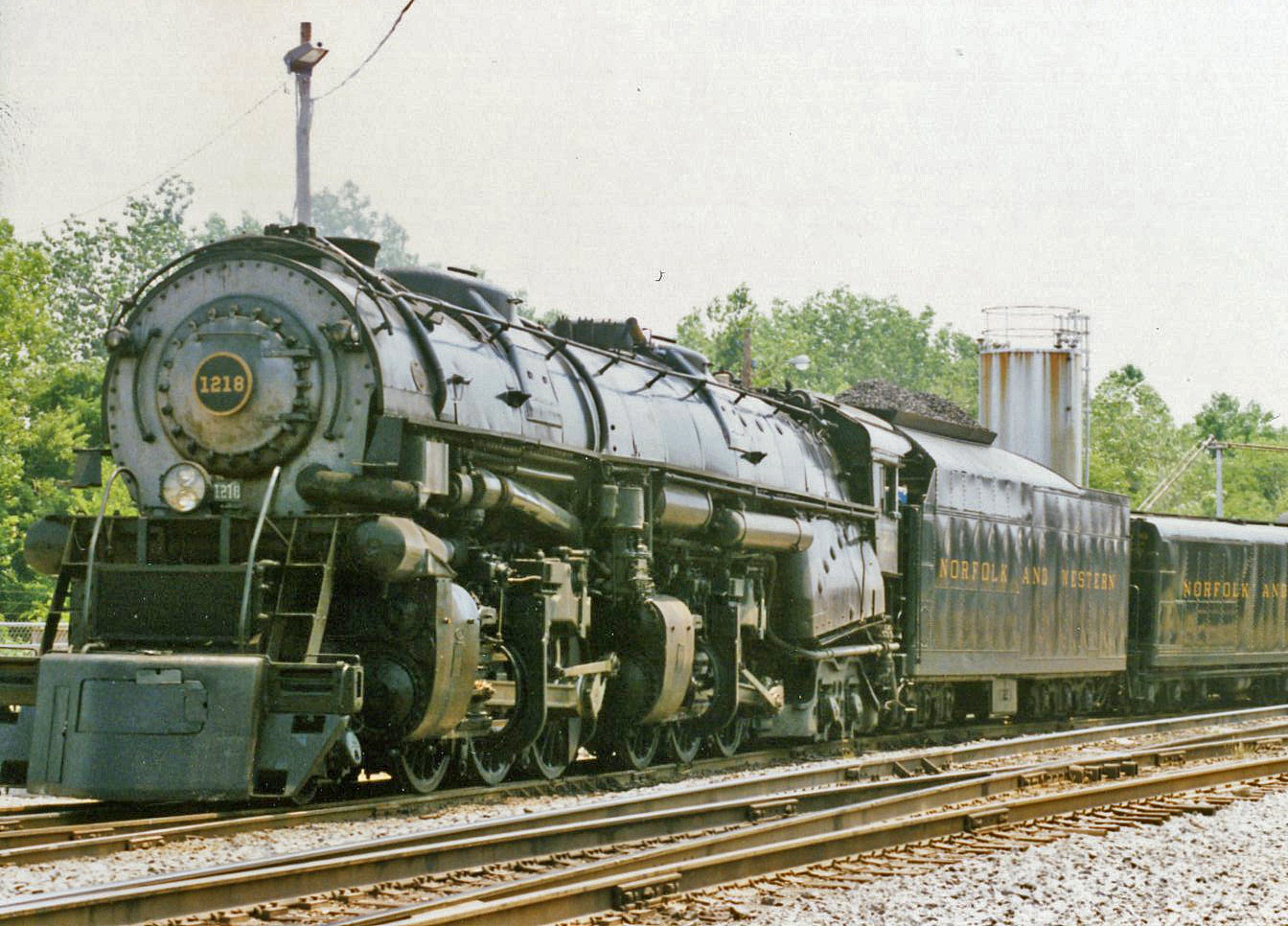
N&W A 1218